# Теория на музиката
Теорията на музиката има за цел описанието на музиката, както и нейната музикална нотация, т.е. солфежа.
Анализира параметрите или елементите на музиката – ритъм, хармония, мелодия, структура, форма и тембър.
Теорията на европейската музика изучава тоналната музика, или по-точно музиката в западните култури от Ренесанса до 20 век.

## История
Счита се, че първите хора, които започват да теоретизират музиката, са древните гърци. Питагор, например, описва октавата с 12 полутона, която се използва и до днес. Той е създал също така и квинтовия кръг.
С изобретяването на клавиатурата започва и модерното записване на музиката. Понеже клавиатурата предлага голямо разнообразие от тонове, през 15 век композиторите започват да добавят все повече редове към „петолинието“. То, като петолиние, съставено от пет реда става стандартно през 17 век. Вместо нови добавени линии вече се използват музикалните ключове – до, фа и сол.

## Ритъм
Ритъмът е определеното редуване на тонови трайности и тишини.
Пулсация е акцентът, който маркира началото на всяко време. Равнотрайните пулсации съставят метрума и налагат темпото в дадена музикална творба.
Нотите в музиката са един от начините за записване на ритъма. От това каква е дадената нота (цяла, половина, четвъртина и т.н.) зависи колко време даденият инструмент (или глас) ще поддържа определената от нотата височина.